# Nada Iveljić
Nada Iveljić (Zagreb, 4. travnja 1931. – Zagreb, 6. rujna 2009.), hrvatska dječja književnica.
Prije nego što je postala književnica, Nada Iveljić je bila učiteljica koja je, uz to, također radila na časopisu "Radost". 

## Djela
Neka od njezinih djela su:
- "Dođi da ti pričam",
- "Šestinski kišobran",
- "Konjić sa zlatnim sedlom",
- "Hvala ti,vjetre".
- "Želiš li vidjeti bijele labudove?"

Neke od njenih knjiga ilustrirao je poznati hrvatski ilustrator Ivan Antolčić.

## Vanjske poveznice
- LZMK / Proleksis enciklopedija: Iveljić, Nada
- LZMK / Hrvatski biografski leksikon: Iveljić, Nada (Dunja Detoni-Dujmić i Sanda Lucija Udier, 2005.)
- Nada Iveljić na www.sajam-knjiga.hr  Arhivirana inačica izvorne stranice od 8. ožujka 2016. (Wayback Machine)
- https://nadaiveljic.wordpress.com/